# Lázaro Cárdenas (La Mosca)
Lázaro Cárdenas, Ejido Lázaro Cárdenas, El Cárdenas o La Mosca, es una localidad mexicana, del municipio de Mexicali, Baja California, enclavada en la delegación Benito Juárez, perteneciente a la zona del Valle de Mexicali. Según el censo del 2010 realizado por el INEGI, la población en aquel momento ascendía a 2,463 habitantes. Se ubica en las coordenadas 32°36'33" de latitud norte y 115°01'16" de longitud oeste, cerca del poblado de Tecolotes, el cual se encuentra al sursureste y con el cual está conectado mediante la carretera estatal 84, misma que entronca al extremo norte del poblado con la carretera estatal 8 que va de Los Algodones a Mexicali en sentido este a oeste.
Esta localidad, es el segundo poblado en importancia por el número de habitantes en su delegación, después de la cabecera delegacional que es Tecolotes o Benito Juárez. El nombre de este poblado es en honor al expresidente de México: Lázaro Cárdenas del Río. Y es una de dos localidades homónimas en la zona del valle de Mexicali, la otra es: Lázaro Cárdenas, de la delegación municipal: Guadalupe Victoria, también denominada: La Veintiocho. Es así mismo una de las seis localidades denominadas de igual forma en el estado de Baja California. El apodo: La Mosca es utilizado por el INEGI para diferenciarlo y debió ser recopilado por el personal de campo durante el levantamiento del censo.